# Nasiruddin Nusrat Shah van Bengalen

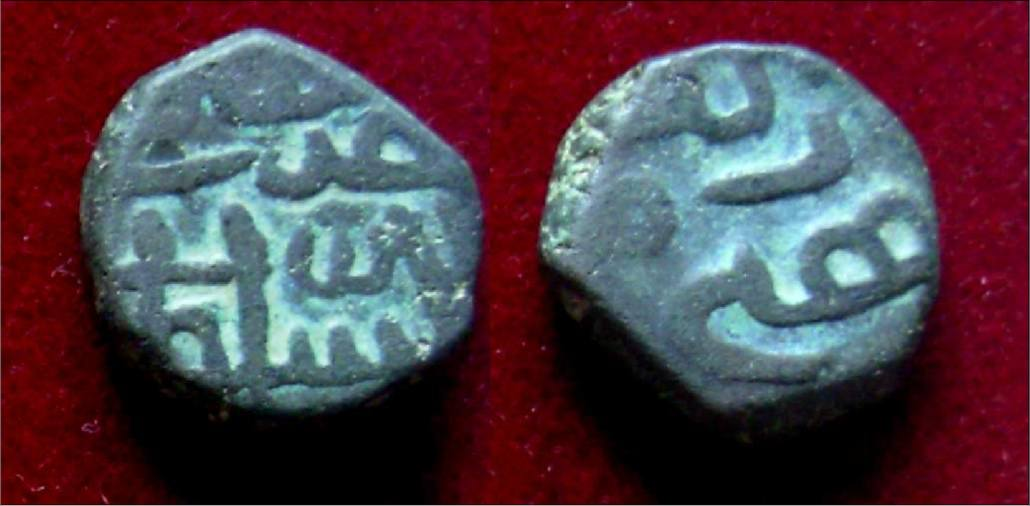
Munt van Nasiruddin Nusrat Shah van Bengalen

Nasiruddin Nusrat Shah was sultan van Bengalen van 1519 tot 1532. Hij was lid van de Husain Shahidynastie en de oudste zoon en opvolger van sultan Alauddin Husain Shah.
Hij breidde zijn rijk aanvankelijk uit door de verovering van Tirhut in het noorden van Bihar. Hij regeerde op gespannen voet met de koning van Orissa, Pratap Rudra, en de Ahoms in Assam.
Nusrat Shah ontving tweemaal Portugese afgezanten in 1521. Hij verleende de Portugezen het recht belastingvrij handel te drijven in Bengalen.
Nadat het sultanaat Delhi in 1526 werd veroverd door de Mogols onder Babur, bood Nusrat Shah onderdak aan de Afghaanse edelen die zich tegen Babur bleven verzetten en aan hun leider Mahmud Lodi. Dit wekte de woede van Babur, die in de slag bij de Ghaghara (1529) een gecombineerd Afghaans-Bengaals leger versloeg. Nusrat Shah wist daarna echter tot een verdrag te komen met de Mogols op voorwaarde dat hij neutraal bleef in Baburs strijd tegen de Afghaanse edelen. Daarmee wist hij de annexatie van Bengalen door het Mogolrijk een paar decennia uit te stellen. Babur kreeg wel het gezag over Bihar ten westen van de Gandaki toegewezen.
Nusrat Shah werd volgens de overlevering vermoord in 1532, tijdens een bezoek aan zijn vaders graf in Gaur.